# Gertrude Short
Pour les articles homonymes, voir Short (homonymie).

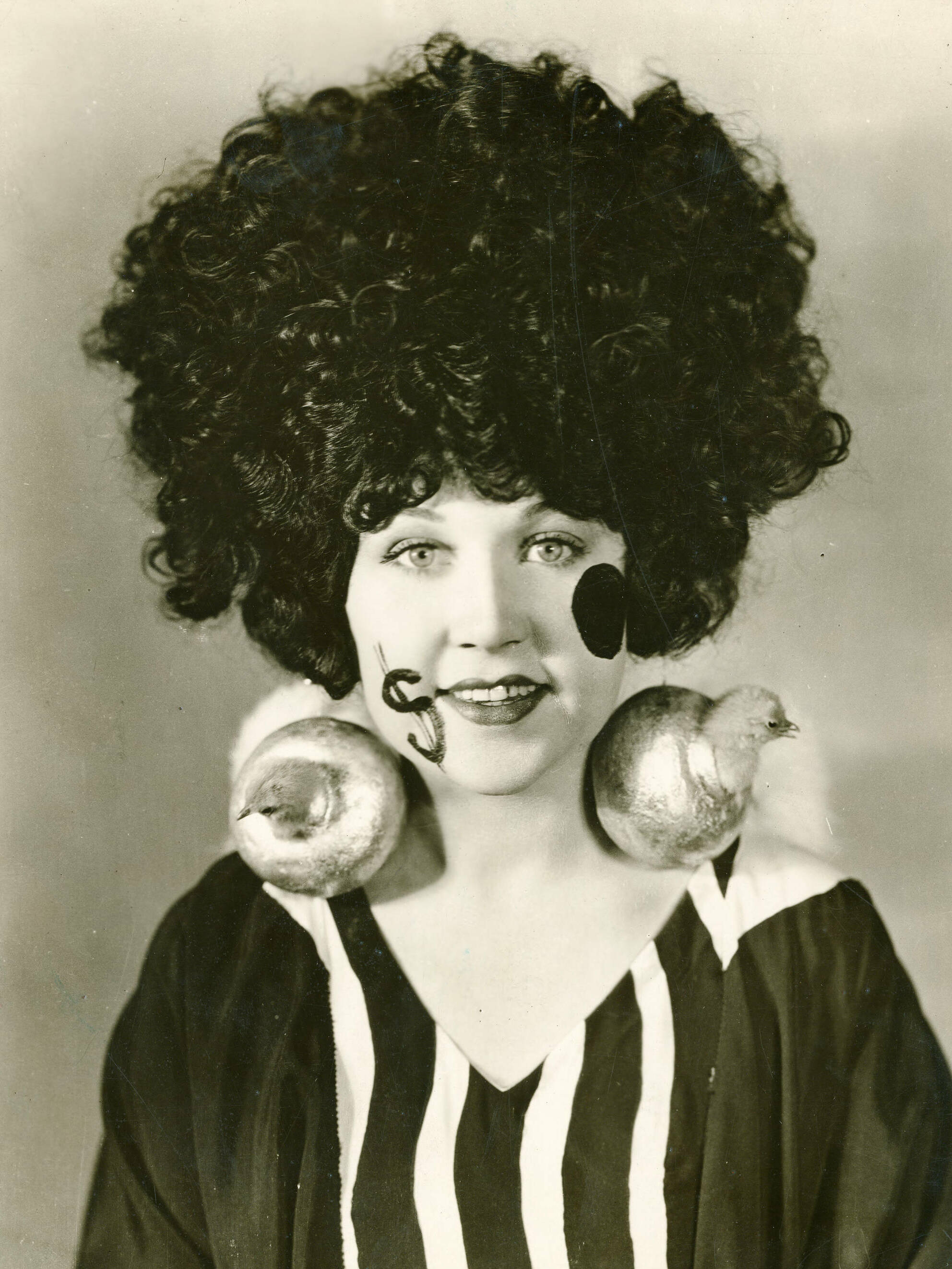
Gertrude Short in 1925

Gertrude Short, née Carmen Gertrude Short, le 6 avril 1902 à Cincinnati aux États-Unis, morte le 31 juillet 1968 à Hollywood aux États-Unis, est une actrice américaine du cinéma muet et des premiers films sonores. 

## Biographie
Gertrude Short apparaît dans 147 films entre 1912 et 1945. Elle épouse Scott Pembroke, un réalisateur, acteur et scénariste américain. Elle est la fille des acteurs Lew Short et Estelle Short. Elle a son premier rôle à l'âge de 11 ans, celui de la petite Eva dans la version de 1913 de La Case de l'oncle Tom,.
Durant la Seconde Guerre mondiale, elle arrête le cinéma pour travailler chez Lockheed, où elle reste jusqu'en 1967,.

## Filmographie
La filmographie de Gertrude Short, comprend les films suivants , :
- 1912 : Hearts in Conflict (en)
- 1912 : Early's Awakening
- 1912 : The Driver of the Deadwood Coach
- 1913 : The Darling of the Regiment
- 1913 : Cinders (en)
- 1913 : Why Rags Left Home
- 1913 : When Sherman Marched to the Sea
- 1913 : Campaigning with Custer
- 1913 : The Sea Urchin d'Edwin August
- 1913 : La Case de l'oncle Tom (Uncle Tom's Cabin) d'Otis Turner
- 1913 : In the Coils of the Python
- 1913 : Chivalry Days
- 1913 : The Echo of a Song
- 1913 : The Kid
- 1913 : Playmates
- 1913 : A Cracksman Santa Claus
- 1914 : Secret of the Bulb
- 1914 : The Honor of the Mounted d'Allan Dwan
- 1914 : Her Father's Guilt
- 1914 : The Embezzler d'Allan Dwan
- 1914 : The Test
- 1914 : Captain Junior
- 1914 : Thieves
- 1914 : The Fruit of Evil
- 1914 : Jess of the Mountain Country
- 1914 : The Little Angel of Canyon Creek
- 1915 : Fatty's Infatuation
- 1915 : The Cowboy and the Lady (en)
- 1915 : The Broken Coin
- 1916 : Luke's Movie Muddle
- 1916 : The Purple Mask
- 1917 : A Bit o' Heaven
- 1917 : The Hostage
- 1917 : La Petite Princesse (The Little Princess)[7] de Marshall Neilan
- 1918 : Amarilly of Clothes-Line Alley
- 1918 : Anita (The Only Road) de Frank Reicher
- 1918 : Riddle Gawne (en)
- 1919 : Blackie's Redemption
- 1919 : The Heart of Youth
- 1919 : In Mizzoura (en)
- 1920 : You Never Can Tell de Chester M. Franklin
- 1920 : She Couldn't Help It de Maurice S. Campbell
- 1920 : Cinderella's Twin de Dallas M. Fitzgerald
- 1921 : The Blot de Lois Weber
- 1921 : Le Paradis d'un fou (Fool's Paradise) de Cecil B. DeMille
- 1922 : La Crise du logement (Rent Free) de Howard Higgin
- 1922 : Headin' West (en)
- 1922 : Boy Crazy
- 1922 : Youth to Youth
- 1923 : The Prisoner de Jack Conway
- 1923 : L'Escapade (Crinoline and Romance) de Harry Beaumont
- 1923 : The Gold Diggers
- 1923 : Breaking Into Society
- 1923 : La Bonne Étoile (The Man Life Passed By) de Victor Schertzinger
- 1924 : Leap Year (en)
- 1924 : Julius Sees Her
- 1924 : When Knighthood Was in Tower
- 1924 : Money to Burns
- 1924 : King Leary
- 1924 : William Tells
- 1924 : Sherlock's Home
- 1924 : For the Love of Mike
- 1924 : The Square Sex
- 1924 : Love and Learn
- 1924 : Barbara Frietchie de Lambert Hillyer
- 1925 : Un grand timide (The Narrow Street) de William Beaudine
- 1925 : Her Market Value
- 1925 : Dans la fournaise (Code of the West) de William K. Howard
- 1925 : The Talker
- 1925 : Beggar on Horseback
- 1925 : My Lady's Lips de James P. Hogan
- 1925 : Tessie
- 1925 : The People vs. Nancy Preston
- 1925 : The Other Woman's Story
- 1926 : Sweet Adeline[8].
- 1926 : Ladies of Leisure (en)
- 1926 : A Poor Girl's Romance
- 1926 : The Lily
- 1926 : Dangerous Friends
- 1927 : The Masked Woman (en)
- 1927 : La Morsure (The Show)[9] de Tod Browning
- 1927 : Tillie the Toiler de Hobart Henley
- 1927 : Adam and Evil de Robert Z. Leonard
- 1927 : Ladies at Ease
- 1927 : Women's Wares
- 1927 : Polly of the Movies
- 1928 : None But the Brave
- 1929 : The Three Outcasts
- 1929 : Trial Marriage
- 1929 : The Girl Who Wouldn't Wait
- 1929 : Bulldog Drummond[10] de F. Richard Jones
- 1929 : Gold Diggers of Broadway
- 1929 : In Old California
- 1929 : The Broadway Hoofer
- 1930 : The Last Dance
- 1930 : Little Accident
- 1930 : Once a Gentleman
- 1931 : A Butter 'n' Yeggman
- 1931 : La Pécheresse (Laughing Sinners)[11] de Harry Beaumont
- 1931 : June First
- 1931 : Take 'em and Shake 'em (en)
- 1931 : Easy to Get
- 1932 : Only Men Wanted
- 1932 : Gigolettes (en)
- 1932 : What Price Hollywood?
- 1932 : Niagara Falls (en)
- 1932 : Make Me a Star
- 1932 : Blonde Vénus (Blonde Venus)[12] de Josef von Sternberg
- 1933 : Scandal
- 1933 : The Girl in 419 d'Alexander Hall et George Somnes (en)
- 1933 : Secret Sinners
- 1933 : Le Fils de Kong (The Son of Kong)[13]d'Ernest B. Schoedsack
- 1934 : A Trifle Backward
- 1934 : Love Birds (en)
- 1934 : L'Introuvable (The Thin Man) de W. S. Van Dyke
- 1934 : The Key
- 1934 : Death on the Diamond
- 1934 : Happiness Ahead
- 1934 : Le Cabochard (The St. Louis Kid) de Ray Enright
- 1935 : Helldorado
- 1935 : 'G' Men
- 1935 : Front Page Woman
- 1935 : L'Évadée (Woman Wanted) de George B. Seitz
- 1935 : The Affair of Susan
- 1936 : En suivant la flotte (Follow the Fleet)[14] de Mark Sandrich
- 1936 : Treize Heures dans l'air (13 Hours by Air)[15]de Mitchell Leisen
- 1936 : The Big Broadcast of 1937
- 1937 : Park Avenue Logger
- 1937 : Penny Wisdom de David Miller
- 1937 : The Singing Marine
- 1937 : Wild Money
- 1937 : Stella Dallas[16]de King Vidor
- 1937 : Manhattan Merry-Go-Round
- 1938 : Tip-Off Girls
- 1939 : Dog-Gone
- 1939 : You Can't Get Away with Murder
- 1939 : Broadway Serenade
- 1940 : Spots Before Your Eyes[6]
- 1941 : Son patron et son matelot (A Girl, a Guy, and a Gob)[6] de Richard Wallace
- 1941 : Ses trois amoureux (Tom, Dick and Harry)[6] de Garson Kanin
- 1942 : Her Cardboard Lover[17] de George Cukor
- 1942 : Victory Vittles[6]
- 1942 : Two for the Money[6]
- 1945 : Sheriff of Cimarron (en)[6]
- 1945 : Week-end au Waldorf (Week-End at the Waldorf)[6] de Robert Z. Leonard
- 1945 : Guest Pests[6]
- 1945 : Man Alive (en)[6]
- 1946 : Gettin' Glamour